# Nübbel
Nübbel település Németországban, Schleswig-Holstein tartományban. Lakosainak száma 1549 fő (2023. december 31.).

## Népesség
A település népességének változása:
| Lakosok száma | 1129 | 1538 | 1506 | 1538 | 1587 | 1550 | 1549 |
|               | 1975 | 2014 | 2017 | 2019 | 2021 | 2022 | 2023 |